# Identiteitsfraude

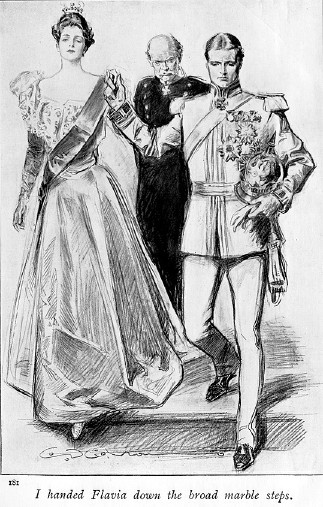
The Prisoner of Zenda (1894), een voorbeeld van identiteitsfraude

Identiteitsfraude wil zeggen dat iemand op een slinkse manier persoonlijke gegevens verwerft van iemand anders (identiteitsdiefstal) om zich dan geloofwaardig voor te doen als deze persoon. Met deze valse identiteit is hij in staat slachtoffers op te lichten. Daarnaast kan hij ook toegang verwerven tot computersystemen, vormen van elektronische dienstverlening en betaal- en creditcardrekeningen.
Er is in Nederland een Centraal Meldpunt Identiteitsfraude en -fouten, dat valt onder de Rijksdienst voor Identiteitsgegevens van het ministerie van Binnenlandse Zaken en Koninkrijksrelaties.

## Methodes
Het verwerven van een identiteit of persoonlijke gegevens kan langs tal van wegen:
- Bij inbraak van woning, kantoor of auto.
- Het stelen van post uit brievenbussen of het onderscheppen van post.
- Door het kopiëren van kaartgegevens bij kaartgebruik in winkel of geldautomaat. Het kopiëren van kaartgegevens heet skimmen, deze identiteitsfraude gebeurt ongezien met gebruikmaking van iemands pinpas of creditcard. Met de gekopieerde pinpas kunnen kwaadwillenden betalingen doen uit jouw naam.
- Door het kopiëren van bestanden met persoonsgegevens van klanten (door medewerkers van bedrijven).
- Door het hacken van computersystemen, pharming;[3]
- Door middel van informatie in afval- en prullenbakken, dumpster-diving.
- Door met een valse identiteit persoonlijke informatie op te vragen via internet (phishing). Met phishing proberen kwaadwillenden iemand naar een 'verkeerde' website te sturen zonder dat de persoon het merkt, om hiermee de gebruikersnaam en wachtwoord voor de echte website te ontfutselen.
- Het plaatsen van een valse vacature om zodoende c.v.'s en eventueel andere documenten van geïnteresseerden te 'oogsten'.
- Social engineering, dit doet men door telefonisch of op een andere manier proberen te achterhalen wat de gebruikersnaam en het wachtwoord van deze persoon is. Vervolgens kan men met de verworven gebruikersnaam en wachtwoord binnen het systeem komen.
- Het zoeken in registers op (achter)naam en woonplaats. Neem bijvoorbeeld Google, als men goed zoekt kan door middel van Google al veel te weten gekomen worden over een persoon. Bij sollicitatiegesprekken kan er bijvoorbeeld gezocht worden op kandidaten om te kijken of er iets bekend is van deze persoon op internet.
- Het kopiëren van informatie en/of foto's van sociale media, bijvoorbeeld als in verband met 'gedeeld ouderschap' gegevens gedeeld worden over minderjarigen.

## De gevolgen
- Oplichting: Het gevolg van identiteitsdiefstal is meestal oplichting op grote schaal. De oplichter kan met de informatie bankrekeningen plunderen of persoonlijke informatie van anderen bemachtigen. Ook voor bedrijven kan identiteitsdiefstal gevaarlijk zijn. Bedrijfsgeheimen zijn vaak veel waard, vandaar bedrijfsspionage ter plekke of over grote afstand (digitaal).
- Cyberpesten: Door de opkomst van sociale netwerken is het relatief eenvoudig een account aan te maken met een andere identiteit dan die van zichzelf. Dit heeft als voordeel dat men volledig anoniem mensen kan pesten op het internet. Men spreekt hier van cyberpesten door blamen, shamen. Door die valse identiteit kunnen oplichters zelfs de schuld in de schoenen van iemand anders schuiven, blaming the victim.

## Bekende slachtoffers

### Esau

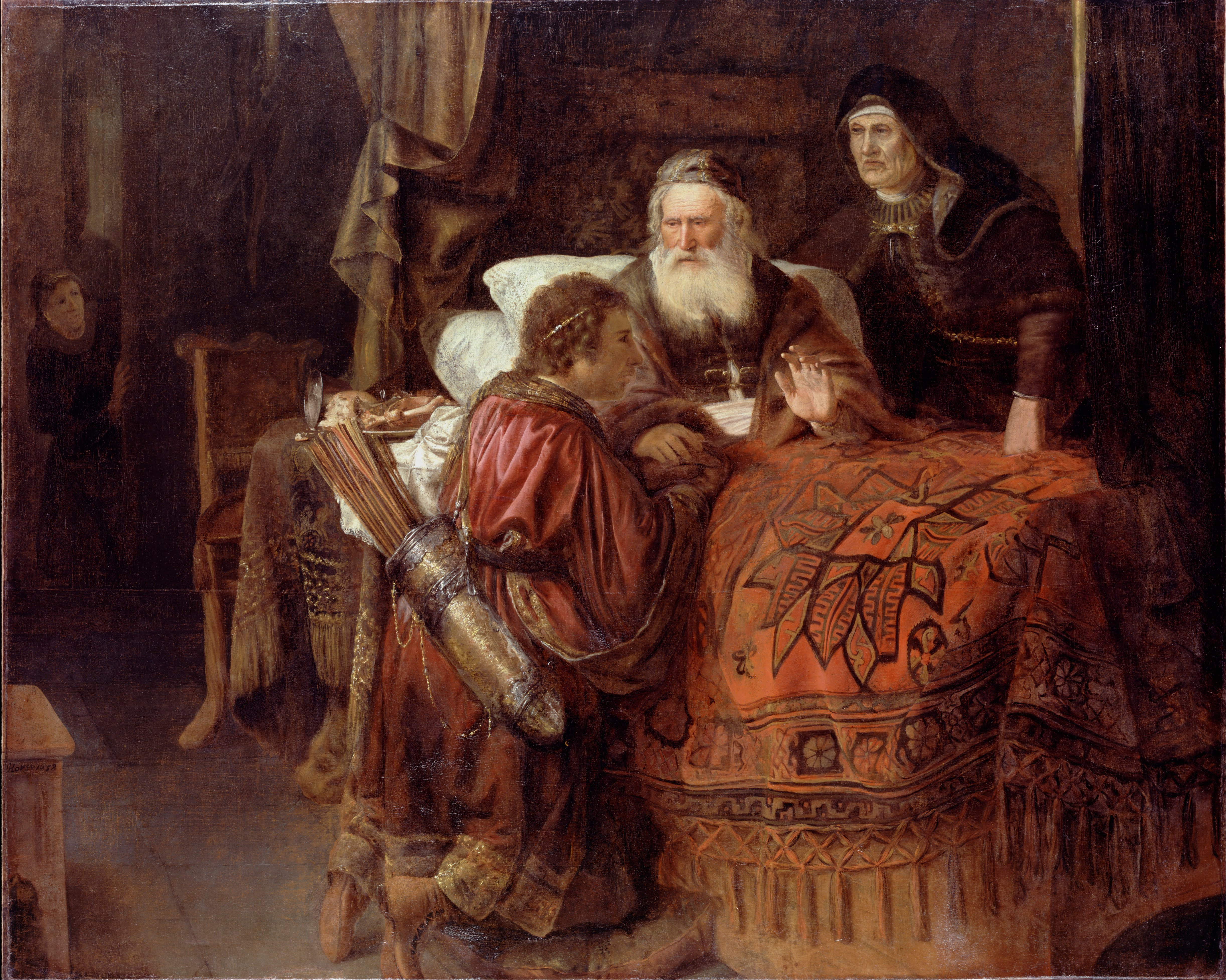
Isaak zegent Jakob door Gerrit Willemsz. Horst, Dulwich Picture Gallery

In de Bijbel (Gen. 25:29-34) verraadt Jakob zijn vader door zich voor te doen als zijn tweelingbroer Esau. Daarmee weet hij de zegen voor de eerstgeborene te bemachtigen.

### Ron Kowsoleea
In Nederland is een bekend geval van identiteitsfraude de zaak van Ron Kowsoleea. Zijn naam werd in de periode 1994 tot en met 2002 stelselmatig misbruikt door Imro C., een crimineel die een oude bekende van hem was. Bij iedere aanhouding gaf C. zich voor Kowsoleea uit. Nadat C. in 2002 in de gevangenis terecht was gekomen, ondervond Kowsoleea hier nog tot 2009 problemen door. Hij werd in die periode bijvoorbeeld herhaaldelijk aangehouden en in 2003 kreeg hij te maken met een inval door de Fiscale Inlichtingen- en Opsporingsdienst (FIOD). Hoewel de identiteitsfraude reeds bij de eerste rechtszaak in 1994 duidelijk was, werden zijn strafdossiers niet opgeschoond, waardoor misverstanden bleven ontstaan. Door de strafrechtelijke onderzoeken verloor hij steeds meer zakenpartners en kwamen zijn bedrijven in surseance van betaling.
Eind 2008 bracht de Nationale ombudsman een rapport over de zaak uit met een vernietigende conclusie over de gang van zaken. Zijn zaak was in 2008 en 2009 veelvuldig in het nieuws. In 2008 en 2009 besteedde het actualiteitenprogramma EenVandaag viermaal aandacht aan Kowsoleea en identiteitsfraude. In dat jaar bood toenmalig minister van Justitie Hirsch Ballin uiteindelijk verontschuldigingen aan en werd een vergoeding voor de geleden schade betaald.